# Nicola Mancino
Nicola Mancino (Montefalcione, 15 ottobre 1931) è un politico italiano, noto per l'approvazione della legge 205/1993, appunto nota come "legge Mancino", che condanna gesti, azioni e slogan aventi per scopo l'incitamento all'odio, l'incitamento alla violenza, la discriminazione e la violenza per motivi razziali, etnici, religiosi o nazionali.
È stato per due volte Presidente della Regione Campania, Ministro dell'interno dal 28 giugno 1992 al 19 aprile 1994 nei governi Amato e Ciampi (in quest'ultimo con la delega al coordinamento della Protezione Civile), Senatore della Repubblica dal 1976 al 2006, ricoprendo vari incarichi parlamentari, tra cui quello di Presidente del Senato nella XIII legislatura, e infine dal 2006 al 2010 vicepresidente del Consiglio superiore della magistratura.

## Biografia

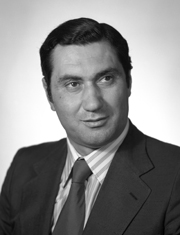
Nicola Mancino eletto al Senato della Repubblica nel 1976

Figlio di un ferroviere, si laurea in giurisprudenza. È sposato dal 1958 con Gianna, con la quale ha adottato la figlia Chiara. 

### Attività politica

#### Gli inizi- Governatore campano, Senatore, Capogruppo DC al Senato
Appena laureato si avvia all'avvocatura, ma ben presto la lascia per avviarsi verso la politica. Diventato esponente della Democrazia Cristiana, entra nella cerchia di Fiorentino Sullo, ministro tra gli anni '60 e '70. È stato tra i maggiori esponenti della corrente DC "Sinistra di Base" o semplicemente "La Base", composta prevalentemente da avellinesi come Gerardo Bianco, Gianni Raviele, Attilio Fierro, Aristide Savignano e Ciriaco De Mita; a quest'ultimo è stato vicino politicamente, nonché legato da un’amicizia decennale.
Divenne segretario dapprima della Provincia di Avellino e poi della Regione Campania, di cui fu due volte presidente della giunta regionale.
Si candida alle elezioni politiche del 1976 e viene eletto per la prima volta al Senato della Repubblica, e da allora è stato riconfermato senatore per altre 8 volte, nel 1979, 1983, 1987 e 1992 con la DC, nel 1994, 1996 e 2001 con il Partito Popolare Italiano, ed infine nel 2006 con La Margherita di Francesco Rutelli.
Il 5 gennaio 1980 diventa vice-capogruppo al Senato della Repubblica per la Democrazia Cristiana, e il 4 luglio 1984 viene eletto capogruppo DC al Senato della IX legislatura della Repubblica Italiana. Ricopre questo incarico anche nella successiva legislatura. In questo periodo è stato molto a contatto con il Presidente della Repubblica Italiana Francesco Cossiga.

#### Ministro dell'Interno e Legge Mancino
Il 27 giugno 1992 è stato designato come ministro dell'interno dal Presidente del Consiglio incaricato Giuliano Amato nel suo nuovo esecutivo. Il giorno successivo giura nelle mani del Presidente della Repubblica Oscar Luigi Scalfaro nel governo Amato.
Durante il suo mandato al Viminale, firma il decreto per il riordino della finanza degli enti territoriali DM 504/1992, decreto che introdusse l'ICI, Imposta Comunale sugli Immobili. Sempre durante il suo mandato viene modificato l'articolo 41-bis, che stabilisce condizioni di carcere duro per i boss mafiosi, sono sciolti decine di consigli comunali per infiltrazioni mafiose e le forze dell'ordine assicurano alla giustizia alcuni tra i più pericolosi capi di Cosa nostra, tra cui Totò Riina e Nitto Santapaola.
Nel 1993 firma il decreto, noto come Legge Mancino, che istituisce il reato di istigazione all'odio razziale, e che ha come conseguenza la chiusura di numerose associazioni neofasciste come Meridiano Zero. Al giorno d'oggi è il principale strumento legislativo che l'ordinamento italiano offre per la repressione dei crimini d'odio.
Con la formazione del Governo Ciampi mantiene l'incarico di ministro dell'interno, inoltre gli viene conferita la delega al coordinamento della Protezione Civile.
Nel 1994, dopo lo scioglimento della DC, aderisce alla rinascita del Partito Popolare Italiano di Mino Martinazzoli, diventando tra i suoi più stretti collaboratori. Nel luglio 1994 partecipa al congresso del PPI ed è tra i principali esponenti contrari all'alleanza con il centro-destra di Silvio Berlusconi e all'elezione di Rocco Buttiglione alla segreteria del partito. Nell'ultimo giorno del congresso viene scelto dall'ala di centro-sinistra del PPI come candidato alla segreteria da contrapporre a Buttiglione, nonostante il candidato iniziale fosse Giovanni Bianchi. Tuttavia non riesce a coagulare attorno a sé la maggioranza del partito.

#### Presidente del Senato

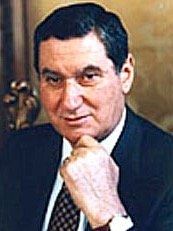
Il presidente del Senato della Repubblica Mancino nel 1996

Dopo la vittoria di Romano Prodi e de L'Ulivo alle elezioni politiche del 1996, che lo vedono rieletto al Senato, il 9 maggio viene eletto Presidente del Senato della Repubblica al secondo scrutinio con 178 voti. Durante il suo mandato nella XIII legislatura, assume varie volte il ruolo di presidente supplente della Repubblica Italiana, in particolare nel 1999, durante la (breve) transizione dalla presidenza di Oscar Luigi Scalfaro alla presidenza di Carlo Azeglio Ciampi (dal 15 al 18 maggio 1999)
Durante l'elezione del Presidente della Repubblica Italiana del 1999, il suo nome viene preso in considerazione da parte del centro-sinistra come possibile candidato, ma la maggioranza del suo partito, il PPI, così come il presidente uscente Scalfaro, mettono il veto.

#### Dopo la presidenza del Senato
Alle politiche del 2001 viene rieletto al Senato. Non ricandidato alla guida dell'Aula, nella legislatura è impegnato nell'opposizione ai Governi Berlusconi II e III.

#### Consiglio Superiore della Magistratura
Rieletto per l'ultima volta al Senato nel 2006, viene eletto, in rappresentanza del centro-sinistra, Presidente della Commissione Affari costituzionali. l'11 luglio 2006 si dimette dalla presidenza di tale organo, per poi lasciare il Senato il 24 luglio, dopo 30 anni di attività parlamentare, perché viene eletto dal Parlamento in seduta comune con 751 voti come componente del Consiglio superiore della magistratura, in seno al quale ha ricoperto l'ufficio di vicepresidente dal 1º agosto 2006 al 1º agosto 2010, con elezione unanime.
Nel 2010 termina la sua carriera pubblica.

## Procedimenti giudiziari

### Coinvolgimento nella trattativa tra Stato e Cosa Nostra
Secondo testimonianze di alcuni collaboratori di giustizia dopo la strage di Capaci si avviò una trattativa tra pezzi dello Stato Italiano e Cosa Nostra di cui il giudice Paolo Borsellino sarebbe stato probabilmente al corrente poco prima di venire ucciso il 19 luglio 1992,  e la sua eventuale mancata adesione avrebbe potuto essere un movente per l'omicidio. Secondo Massimo Ciancimino la trattativa era gestita dal padre Vito Ciancimino che avrebbe chiesto –  sempre secondo la testimonianza del figlio – ottenuto di informare Mancino. Mancino dal canto suo nega di aver avuto questa informazione.
Il 1º luglio 1992 alle ore 19:30 Paolo Borsellino aveva un appuntamento al Viminale con Mancino, che in quel giorno assumeva la carica di ministro: così è segnato nell'agenda grigia del magistrato e così è confermato dalla ricostruzione della giornata di Rita Borsellino, secondo la quale vi si sarebbe recato in seguito ad una telefonata del ministro. Il collaboratore di giustizia Mutolo al riguardo racconta che Borsellino gli disse «mi ha telefonato il ministro, manco due ore e poi torno» e poi racconta però «[Borsellino] molto preoccupato e serio, mi fa che viceversa del ministro, si è incontrato con il dottor Parisi [l'allora capo della Polizia] e il dottor Contrada». Tuttavia l'avvocato generale di Palermo Vittorio Aliquò racconta che quel giorno accompagnò Borsellino sulla soglia della stanza del neo-ministro, lo vide entrare, lo vide uscire poco dopo e quindi entrò a sua volta, ma da solo, non ricordando di aver incontrato Bruno Contrada ed escludendo che Borsellino gliene abbia parlato. Mancino interpellato sulla vicenda ha sostenuto «Non ho precisa memoria di tale circostanza, anche se non posso escluderla, era il giorno del mio insediamento, mi vennero presentati numerosi funzionari e direttori generali. Non escludo che tra le persone che possono essermi state presentate ci fosse anche il dottor Borsellino. Con lui però non ho avuto alcuno specifico colloquio e perciò non posso ricordare in modo sicuro la circostanza» e inoltre nega di averlo convocato.
In seguito a tali dichiarazioni Salvatore Borsellino, fratello di Paolo, ha accusato Mancino di non essere credibile quando afferma di non ricordare di un eventuale incontro con Paolo, considerata la visibilità mediatica che stava avendo il magistrato dopo la strage di Capaci. Mancino ha replicato con una lettera al Corriere.it del 17 luglio 2009, dove fa presente che - stando a quanto racconta Mutolo - il giudice Borsellino non avrebbe incontrato lui ma altre persone, Mancino sostiene anche che non avrebbe comunque nessun motivo di negare quell'incontro nel caso ci fosse stato e fa notare che il giorno del presunto incontro era per lui il primo giorno di insediamento al Viminale.
Il 9 giugno 2012 viene diffusa la notizia secondo la quale Mancino sarebbe stato iscritto nel registro degli indagati della Procura di Palermo con l'ipotesi di falsa testimonianza nell'ambito delle indagini sulla trattativa Stato-mafia. Il 24 luglio seguente la Procura di Palermo, sotto Antonio Ingroia e in riferimento all'indagine sulla trattativa Stato-mafia, ha chiesto il rinvio a giudizio di Mancino, accusato appunto di "falsa testimonianza", e di altri 11 indagati con l'accusa di "concorso esterno in associazione mafiosa" e "violenza o minaccia a corpo politico dello Stato" (i politici Calogero Mannino, Marcello Dell'Utri, gli ufficiali Antonio Subranni, Mario Mori e Giuseppe De Donno, i boss Giovanni Brusca, Totò Riina, Leoluca Bagarella, Antonino Cinà, Bernardo Provenzano, il collaboratore Massimo Ciancimino (anche "calunnia").
Il 26 gennaio 2018 il PM Teresi chiede 6 anni di carcere per Nicola Mancino che il 20 aprile seguente viene assolto in primo grado. Il 3 settembre dello stesso anno l'assoluzione diventa definitiva poiché la Procura di Palermo non si è appellata entro la scadenza prevista; l'ipotesi era che Mancino avesse detto il falso negando che l'allora guardasigilli Claudio Martelli già nel 1992 gli avesse accennato i suoi dubbi sull'operato dei carabinieri di Mario Mori e sui rapporti con l'ex sindaco colluso di Palermo Vito Ciancimino.

### Caso Anemone
Il 13 maggio 2010 i giornali hanno pubblicato una notizia, secondo la quale il nome di Nicola Mancino sarebbe presente nella "lista di Anemone", ossia l'elenco di 370 persone che avrebbero fruito di ristrutturazioni edilizie fornite dall'immobiliarista Diego Anemone.